# Epidendrum lehmannii
Epidendrum lehmannii är en orkidéart som beskrevs av Heinrich Gustav Reichenbach. Epidendrum lehmannii ingår i släktet Epidendrum och familjen orkidéer. Inga underarter finns listade i Catalogue of Life.